# Juan de la Puente Guevara
Juan de la Puente Montecillo y Guevara (Olmedo, 1634 - ?, octubre de 1681) fue un eclesiástico y hombre de estado español, rector de la universidad de Valladolid, canónigo doctoral de la catedral de Toledo, fiscal de la inquisición, presidente de la Real Chancillería de Valladolid y gobernador del Consejo Real de Castilla.
| Predecesor: Manuel González Téllez      | Presidente de la Chancillería de Valladolid 1677                      | Sucesor: Francisco Antonio Caballero |
| Predecesor: Francisco Ramos del Manzano | Gobernador del Consejo de Castilla Septiembre de 1677 – abril de 1680 | Sucesor: Juan Asensio Barrios        |

- Datos: Q5953624